# Meiogyne montana
Meiogyne montana là loài thực vật có hoa thuộc họ Na. Loài này được (Blume) Backer mô tả khoa học đầu tiên năm 1911.